# Röhrennasenflughunde
Die Röhrennasenflughunde (Nyctimeninae) sind eine Unterfamilie innerhalb der Familie der Flughunde (Pteropodidae). Die Gruppe umfasst 18 Arten in zwei Gattungen, Nyctimene und Paranyctimene. Diese Tiere leben in Indonesien (von Sulawesi an ostwärts), auf den südlichen Philippinen, Neuguinea, dem nordöstlichen Australien sowie auf den Salomonen.

## Beschreibung
Wie der Name schon andeutet, unterscheiden sich Röhrennasenflughunde von anderen Flughunden durch die spezielle Entwicklung der Nasenlöcher. Diese enden jeweils in rund sechs Millimeter langen Röhrchen, deren genaue Funktion nicht bekannt ist. Sie dienen vermutlich zum Ausstoßen von Lauten; während des Fluges geben die Tiere hohe Pfeiftöne von sich. Ein ähnliches Merkmal lässt sich bei den nicht näher verwandten Röhrennasenfledermäusen finden. Das Fell dieser Tiere ist graubraun gefärbt, die Flugmembranen, die Oberarme und die Ohren sind auffallend gelb gepunktet. Mit einer Kopfrumpflänge von sieben bis 13 Zentimetern und einem Gewicht von 20 bis 90 Gramm zählen sie zu den kleineren Flughunden.

## Lebensweise
Röhrennasenflughunde sind nachtaktive Waldbewohner. Tagsüber schlafen sie, in ihre Flughäute eingewickelt, kopfunter in den Ästen. Dabei dient ihnen ihr geflecktes Muster als Tarnung. In der Nacht begeben sie sich auf Nahrungssuche. Ihre Nahrung besteht in erster Linie aus Früchten, sie beißen Stücke heraus und nehmen vorwiegend die Säfte zu sich, den Rest spucken sie oft aus. Sie leben vorwiegend einzelgängerisch. Über die Fortpflanzung ist wenig bekannt. Sie können das ganze Jahr über Nachwuchs zur Welt bringen, die Tragzeit wird auf rund fünf Monate und die Stillzeit auf drei bis vier Monate geschätzt.

## Systematik
Die nächsten Verwandten der Röhrennasenflughunde sind die Kurznasenflughunde, beide Gruppen gemeinsam bilden das Schwestertaxon aller anderen Flughundarten.
Die beiden Gattungen Nyctimene und Paranyctimene unterscheiden sich lediglich im Aufbau der Zähne.
Insgesamt sind 18 Arten bekannt:
- Nyctimene aello lebt auf Neuguinea und vorgelagerten Inseln.
- Nyctimene albiventer kommt auf Neuguinea und den Molukken vor.
- Nyctimene cephalotes ist von Sulawesi bis Neuguinea verbreitet.
- Nyctimene certans ist ebenfalls auf Neuguinea beheimatet.
- Nyctimene cyclotis kommt auch nur auf Neuguinea vor.
- Nyctimene draconilla lebt ebenfalls auf Neuguinea. Der Artstatus ist umstritten.
- Nyctimene keasti wurde erst 1993 beschrieben und lebt auf den Molukken und den Kleinen Sunda-Inseln.
- Nyctimene major lebt auf Neuguinea vorgelagerten Inseln (D'Entrecasteaux-Inseln und Bismarck-Archipel) sowie auf den Salomonen.
- Nyctimene malaitensis ist nur von zwei Salomonen-Inseln bekannt und gilt als gefährdet.
- Nyctimene masalai ist auf der Insel Neu-Irland endemisch.
- Nyctimene minutus lebt auf Sulawesi und den Molukken.
- Nyctimene rabori kommt nur auf der philippinischen Insel Negros vor und wird von der IUCN als vom Aussterben bedroht gelistet.
- Nyctimene robinsoni lebt in der australischen Region Queensland.
- Nyctimene sanctacrucis ist nur von den Santa-Cruz-Inseln bekannt. Die Art wurde zuletzt 1907 gesichtet und gilt als ausgestorben.
- Nyctimene vizcaccia ist vom Bismarck-Archipel bis zu den Salomonen verbreitet.
- Nyctimene wrightae kommt nur auf Neuguinea vor.[2]
- Paranyctimene raptor kommt nur auf Neuguinea vor.
- Paranyctimene tenax wurde erst 2001 beschrieben. Die Art lebt ebenfalls auf Neuguinea.